# Mohamed Diawara
Pour les articles homonymes, voir Diawara.
Mohamed Diawara, né le 29 avril 2005 à Paris en France, est un joueur français de basket-ball mesurant 2,05 m et évoluant au poste d'ailier fort pour les Knicks de New York en NBA.

## Biographie
Il commence sa carrière avec le club parisien La Domrémy Basket et joue ensuite pour l'équipe de jeunes de Saint-Charles Basket à Charenton-le-Pont. Au cours de la saison 2020-2021, il est promu au centre de performance français INSEP  et rejoint l'équipe du Paris Basketball à l'été 2021, pour laquelle il fait ses premières apparitions en première division française lors de la saison 2021-2022 suivante. À l'été 2022, il est nommé meilleur joueur lors de l'événement de dépistage des jeunes talents Basketball Without Borders (en) organisé par l'instance dirigeante mondiale FIBA et la NBA à Milan.
En décembre 2023, Diawara est prêté au club de deuxième division Poitiers Basket 86, après avoir reçu peu de temps de jeu à Paris lors de la saison 2023/24 précédente. Diawara a été recruté par le club de première division Cholet Basket pendant la trêve estivale 2024.
Le jeudi 17 avril 2025, il annonce officiellement sa candidature à la draft NBA 2025.
Le vendredi 27 juin 2025, il est drafté par les Clippers de Los Angeles à la 51e place du second tour de la draft NBA 2025, puis transféré aux Knicks de New York,.